# Zollverein

Le varie tappe dello Zollverein (1834 - 1919).

Lo Zollverein (in tedesco, 'unione doganale') o Unione doganale tedesca fu un'unione doganale attuata nel 1834, durante la Rivoluzione industriale, per creare un miglior flusso commerciale tra 39 stati della Confederazione tedesca e per ridurre la competizione interna. Lo Zollverein escluse l'Impero austriaco a causa dell'alto protezionismo delle sue industrie; in seguito ciò aumentò la conflittualità austro-prussiana. Il maggior sostenitore fu l'economista tedesco Friedrich List. 

## Storia
Trae le sue origini dall'Unione doganale prussiana, creata dalla Prussia nel 1818. Dapprima includeva solo i vicini più stretti della Prussia ed era considerato come un mezzo per permettere il trasporto delle merci tra la Provincia del Reno, acquisita dalla Prussia dopo il Congresso di Vienna, e il resto del regno, che non le era contiguo.
Si dissolse nel 1866 per il sostegno dato dagli stati tedeschi meridionali all'Austria nella Guerra austro-prussiana (parallela alla Terza guerra di indipendenza italiana), ma fu ripristinato nel 1867 con la partecipazione anche questa volta degli stati tedeschi meridionali.
Il nuovo Zollverein era più forte poiché nessuno Stato singolo aveva più il potere di veto.
La grande unione con 38 stati fu il frutto di uno sforzo continuo della burocrazia prussiana, durato diversi decenni. Il suo inizio graduale fece da contraltare agli sforzi modesti della burocrazia austriaca nell'allargare la propria unione doganale con gli stati vicini.
Alcuni storici dell'economia, come Helmut Böhme, fanno riferimento allo Zollverein per mettere in discussione l'opinione comune che ritiene Bismarck l'unificatore della Germania, sottolineando che, prima di tutto, fu l'egemonia economica della Prussia a rendere inevitabile l'unificazione. L'egemonia economica portò ad un controllo politico e militare ed una volta raggiunto ciò, l'unificazione era solo un problema di tempo.
Secondariamente, lo Zollverein stabilì una tradizione antiaustriaca fra i prussiani: non si può affermare che Bismarck abbia rivoluzionato la politica prussiana, quando lo Zollverein aveva in precedenza operato attivamente contro l'Austria per circa trent'anni.

## Principali adesioni
- 1828: originaria convenzione doganale Prussia ed il Granducato d'Assia.
- 1831: Assia-Kassel.
- 1834: Baviera, Württemberg, Sassonia, Turingia ecc.
- 1842: Lussemburgo
- 1851: Hannover, Oldenburg.
- 1868: Schleswig-Holstein, Kausenburg, Meclemburgo.
- 1871: Alsazia-Lorena (dopo la guerra franco-prussiana).